# Список кардиналов, возведённых папой римским Пием IV
Кардиналы, возведённые Папой римским Пием IV — 46 прелатов и клириков были возведены в сан кардинала на четырёх Консисториях за шестилетний понтификат Пия IV.
Самой крупной консисторией была Консистория от 12 марта 1565 года, на которой было возведено двадцать три кардинала.

## Консистория от 31 января 1560 года
- Джованни Антонио Сербеллони, епископ Фолиньо (Папская область);
- Карло Борромео, племянник Его Святейшества, клирик Милана (Папская область);
- Джованни Медичи младший, клирик Флоренции, сын герцога Флоренции (Флорентийское герцогство);

## Консистория от 26 февраля 1561 года
- Джироламо Серипандо, O.S.A., архиепископ Салерно (Папская область);
- Филибер Бабу де Лабурдезьер, епископ Ангулема (Франция);
- Людовико Симонета, епископ Пезаро, датарий Его Святейшества (Папская область);
- Маркус Ситтикус фон Гогенэмс, племянник Его Святейшества, избранный епископ Кассано (Папская область);
- Франческо Гонзага, апостольский протонотарий (Папская область);
- Альфонсо Джезуальдо, апостольский протонотарий (Папская область);
- Джанфранческо Гамбара, клирик Апостольской Палаты (Папская область);
- Марко Антонио Амулио, венецианский посол при Святом Престоле (Венецианская республика);
- Бернардо Сальвиати, епископ Сен-Папуля, приор в Риме Ордена Святого Иоанна Иерусалимского, великий раздатчик милости королевы Франции (Франция);
- Станислав Гозий, епископ Эрмланда (королевство Польша);
- Пьер Франческо Ферреро, епископ Верчелли (Папская область);
- Антуан Перрено де Гранвель, епископ Арраса (Франция);
- Луиджи д’Эсте, клирик Феррары (Феррарское герцогство);
- Людовико Мадруццо, клирик Трента (Трентское епископство);
- Иннико д’Авалос д’Арагона, O.S. Iacobis (Неаполитанское королевство);
- Франсиско Пачеко де Толедо, клирик Севильи (Испания);
- Бернардо Наваджеро, венецианский дворянин (Венецианская республика);
- Джироламо ди Корреджо, ломбардский дворянин (Папская область).

## Консистория от 6 января 1563 года
- Федерико Гонзага, сын герцога Мантуанского (Мантуанское герцогство);
- Фердинанд Медичи, сын герцога Флорентийского (Флорентийское герцогство).

## Консистория от 12 марта 1565 года
- Аннибале Бодзути, архиепископ Авиньона, клирик Апостольской Палаты (Папская область);
- Маркантонио Колонна старший, архиепископ Таранто (Неаполитанское королевство);
- Толомео Галльо, архиепископ Манфредонии (Папская область);
- Анджело Николини, архиепископ Пизы  (Флорентийское герцогство);
- Луиджи Пизани, епископ Падуи, клирик Апостольской Палаты (Папская область);
- Просперо Сантакроче, епископ Киссамоса, Крит, аудитор Трибунала Священной Римской Роты, апостольский нунций во Франции (Папская область);
- Дзаккария Дельфино, епископ Хвара, Далмация, апостольский нунций в Австрии (Папская область);
- Маркантонио Бобба, епископ Аосты (Савойское герцогство);
- Уго Бонкомпаньи, епископ Вьести, префект Трибунала Апостольской Сигнатуры Милости (Папская область);
- Алессандро Сфорца, племянник Папы Павла III, епископ Пармы, клирик Апостольской Палаты (Папская область);
- Симоне Пасква, епископ Луни-Сарсана, врач Его Святейшества (Папская область);
- Флавио Орсини, епископ Муро, аудитор Апостольской Палаты (Папская область);
- Карло Висконти, епископ Вентимильи (Миланское герцогство);
- Франческо Альчати, избранный епископ Читты, датарий Его Святейшества (Папская область);
- Франческо Аббондио Кастильони, епископ Боббьо (Миланское герцогство);
- Гвидо Лука Ферреро, епископ Верчелли, апостольский нунций в Венеции (Папская область);
- Алессандро Кривелли, епископ Черенци и Кариати, апостольский нунций в Испании (Папская область);
- Антуан де Креки Канапль, епископ Амьена (Франция);
- Джованни Франческо Коммендони, епископ Кефалинии и Закинфа, апостольский нунций в Польше (Папская область);
- Бенедетто Ломеллини, клирик Апостольской Палаты (Папская область);
- Гульельмо Сирлето, апостольский протонотарий (Папская область);
- Габриэле Палеотти, аудитор Трибунала Священной Римской Роты (Папская область);
- Франческо Крассо, аудитор Трибунала Священной Римской Роты, губернатор Болоньи (Папская область).